# Новата стара
Новата стара е пещера, намираща се близо до град Пещера. Разположена е близо до пещера Снежанка.

## Обща информация
Дължината на пещерата е 955 m, а общата денивелация е 5 m. При началните посещения на пещерата са намерени археологически находки, които се намират в музея в Пещера. Само в тази пещера се среща локалният ендемит родопски балканопеталум (Balkanopetalum rhodopinum).

## Прилепи
В пещерата се срещат следните видове прилепи:
- пещерен дългокрил (Miniopterus schreibersi)
- голям нощник (Myotis myotis)
- остроух нощник (Myotis blythii)
- голям подковонос (Rhinolophus ferrumequinum)
- малък подковонос (Rhinolophus hipposideros)
- широкоух прилеп (Barbastella barbastellus)
- южен подковонос (Rhinolophus euryale)
- средиземноморски подковонос (Rhinolophus blasii)
- дългопръст нощник (Myotis capaccinii)